# Encrinida
De Encrinida zijn een orde van uitgestorven zeelelies (Crinoidea).

## Familie
- Encrinidae Dujardin & Hupe, 1862 †